# Hylobothynus obesus
Hylobothynus obesus är en skalbaggsart som beskrevs av Ohaus 1910. Hylobothynus obesus ingår i släktet Hylobothynus och familjen Dynastidae. Inga underarter finns listade i Catalogue of Life.